# Funzione di Sherman

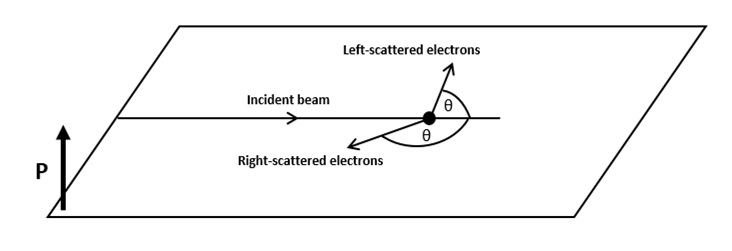
Vista schematica dello scattering di Mott. Un fascio di elettroni incidente si scontra con il bersaglio e vengono rilevati gli elettroni sparsi a sinistra e a destra con un angolo specifico θ

La funzione di Sherman è uno strumento matematico valutato per la prima volta per alcune specie atomiche dal fisico Noah Sherman. Permette il calcolo della polarizzazione di un fascio di elettroni quando vengono eseguiti esperimenti di scattering Mott. Una corretta valutazione della funzione di Sherman associata a una particolare configurazione sperimentale è di vitale importanza negli esperimenti di spettroscopia di fotoemissione polarizzata con spin, grazie alla quale è possibile ottenere informazioni sul comportamento magnetico di un campione.

## Origine

### Polarizzazione e accoppiamento di spin-orbita
Quando un fascio di elettroni è polarizzato, esiste uno squilibrio tra elettroni con spin up, nup e con spin down, ndown. Lo squilibrio può essere valutato mediante la polarizzazione P definita come
{\displaystyle P={\frac {n_{up}-n_{down}}{n_{up}+n_{down}}}}
A causa dell'accoppiamento di spin-orbita, quando il fascio elettronico si scontra con un bersaglio pesante, si verifica un'interazione tra il momento magnetico di un elettrone, μs, e il campo magnetico generato dai nuclei del bersaglio, B. Questo porta a un potenziale di interazione dovuto all'effetto di spin-orbita, VSO, che può essere scritto come
{\displaystyle V_{\text{SO}}={\boldsymbol {\mu _{s}}}\cdot \mathbf {B} }
A causa di questo effetto, gli elettroni saranno dispersi con diverse probabilità ad angoli diversi. Poiché l'accoppiamento di spin-orbita viene enfatizzato quando i nuclei coinvolti possiedono un elevato numero atomico, Z, il bersaglio è solitamente costituito da metalli pesanti, come mercurio, oro e torio.

### Asimmetria
Se spostiamo due rivelatori con lo stesso angolo rispetto al bersaglio, uno a destra e uno a sinistra, misureranno generalmente un numero diverso di elettroni nR e nL. Di conseguenza è possibile definire l'asimmetria, A, come
{\displaystyle A={\frac {n_{R}-n_{L}}{n_{R}+n_{L}}}}
Definito come n tot il numero totale di elettroni nel raggio che hanno subito una dispersione ad angolo θ, è possibile scrivere
{\displaystyle n_{R}+n_{L}=n_{tot}}

### Funzione di Sherman
La funzione di Sherman S (θ) è una misura della probabilità che un elettrone con spin up venga disperso, ad un angolo specifico θ, a destra o a sinistra del bersaglio, a causa dell'accoppiamento di spin-orbita. Può assumere valori da -1 (l'elettrone con spin up è disperso con probabilità del 100% a sinistra del bersaglio) e +1 (l'elettrone di spin up è sparso con probabilità del 100% a destra del bersaglio). Quando S (θ) = 0, gli elettroni di spin up verranno dispersi con la stessa probabilità a destra e a sinistra del bersaglio.
Quindi è possibile scrivere
{\displaystyle n_{R}={\frac {n_{up}[1+S(\theta )]+n_{down}[1-S(\theta )]}{2}}}
{\displaystyle n_{L}={\frac {n_{up}[1-S(\theta )]+n_{down}[1+S(\theta )]}{2}}}
Inserendo queste formule nella definizione di asimmetria, è possibile ottenere una semplice espressione per la valutazione dell'asimmetria ad un angolo specifico θ,
{\displaystyle A=PS(\theta )}
Sono disponibili calcoli teorici per diversi bersagli atomici e, per un bersaglio specifico, in funzione dell'angolo.

## Misura

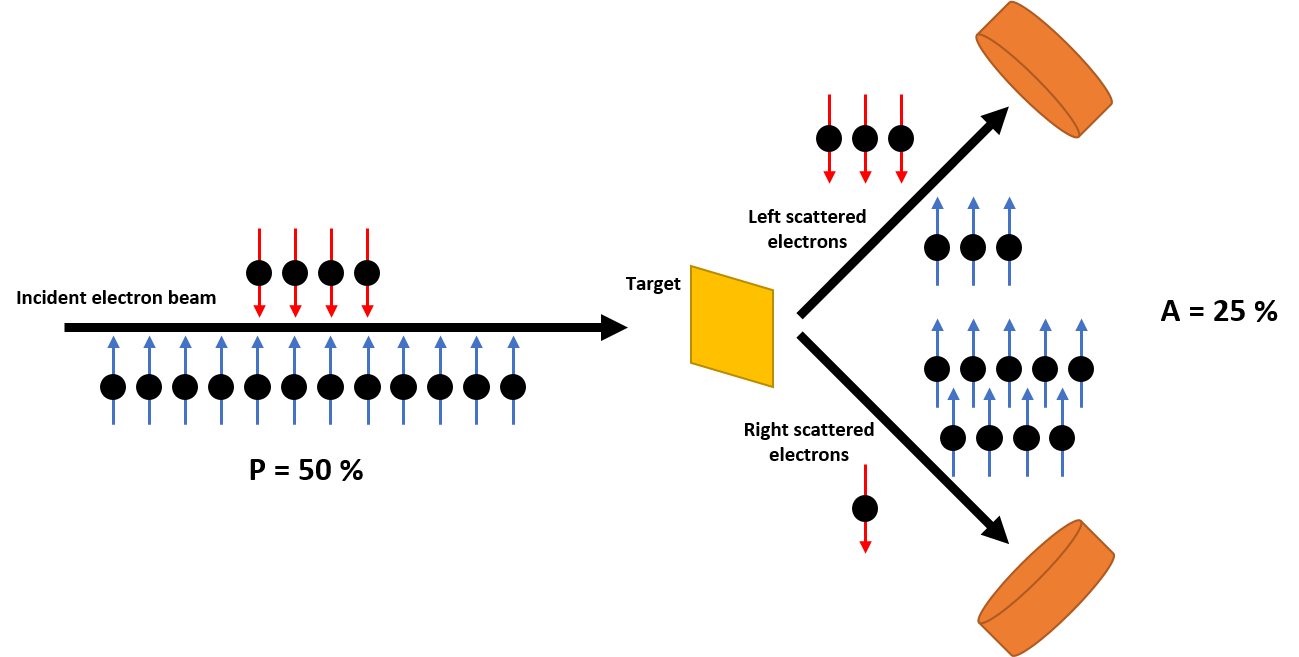
Scattering di un fascio di elettroni con S (θ) = 0,5

Il principio per misurare la polarizzazione di un fascio di elettroni utilizza un rivelatore di Mott. Per massimizzare l'accoppiamento spin-orbita, è necessario che gli elettroni arrivino vicino ai nuclei del bersaglio. Per questo motivo, di solito è presente un sistema di ottica elettronica, al fine di accelerare il raggio fino a keV o MeV. Poiché i rilevatori di elettroni standard li considerano insensibili alla loro rotazione, dopo lo scattering con il bersaglio si perdono tutte le informazioni sulla polarizzazione originale del raggio. Tuttavia, misurando la differenza nei conteggi dei due rivelatori, è possibile valutare l'asimmetria e, nella funzione Sherman è nota dalla precedente calibrazione, la polarizzazione può essere calcolata invertendo l'ultima formula.
Per caratterizzare completamente la polarizzazione nel piano, sono disponibili configurazioni, con quattro canali, due dedicati alla misura "sinistra-destra" e due dedicati alla misura "up-down".

### Esempio
Nel pannello è mostrato un esempio del principio di funzionamento di un rivelatore Mott, supponendo un valore per S (θ) = 0,5. Se un fascio di elettroni con un rapporto 3: 1 di spin su elettroni di spin down si scontrano con il bersaglio, verrà diviso con un rapporto 5: 3, secondo l'equazione precedente, con un'asimmetria del 25%.